# Licari

Mapa de l'Imperi Romà d'Orient i dels Estats Llatins d'Orient, vers 1265.

Licari   (Carist, segle XIII - Constantinoble, valor desconegut) fou un almirall d'origen llombard del segle xiii al servei de l'Imperi Romà d'Orient. A causa d'un desacord amb els barons llatins de la seva natal illa d'Eubea, va entrar a el servei de l'emperador romà d'Orient Miquel VIII Paleòleg (regnà des 1259 a 1282), per al qual va reconquerir moltes de les illes de la mar Egea en la dècada de 1270. En recompensa per les seves gestes, se li va concedir l'illa d'Eubea com a feu i va aconseguir el rang de megaconostaulo i megaduc, sent el primer estranger a aconseguir aquest darrer títol.

## Orígens i primers anys
Licari va néixer a la ciutat de Carist, a l'illa d'Eubea (llavors senyoria de Negrepont), d'un pare vicentí i d'una mare local. Va tenir un origen humil, però era capaç i ambiciós. Va servir com a cavaller sota el triarca llatí Gilbert II de Verona i va aconseguir guanyar-se el cor de Felisa, germana de Gilbert i vídua d'un altre triarca, Narzotto dalle Carceri. La relació va ser desaprovada per la família de Felisa; tot i això, es van casar en secret, encara que el matrimoni va ser cancel·lat pels parents de Felisa. Fugint de la seva ira, Licari va buscar refugi en la fortalesa de Anemopilas prop del Cavo d'Oro. Allà, va reparar el fortí, va reunir un petit grup de seguidors i va començar a incursionar en les propietats circumdants, que pertanyien als nobles de l'illa.

## Ingrés al servei de l'Imperi Romà d'Orient

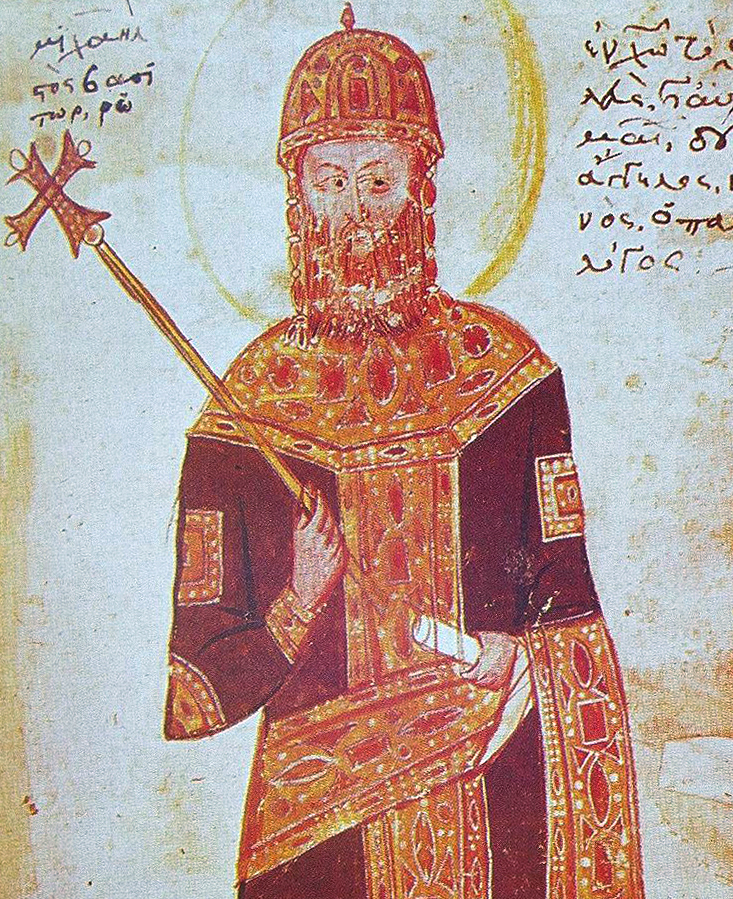
Emperador Miquel VIII Paleòleg, sota el servei del qual Licari va conquistar la major part de Eubea i moltes illes de la mar Egea

L'Imperi Llatí va arribar a la seva fi el 25 de juliol de 1261 quan Miquel VIII Paleòleg reconquerí Constantinoble i va enderrocar a l'últim emperador llatí Balduí II; però, els descendents dels croats van continuar ocupant bona part de Grècia. En aquest context, el recentment restaurat Imperi Romà d'Orient, sota el govern de Miguel VIII Paleòleg, va pretendre recuperar Eubea, que era la principal possessió insular llatina a la mar Egea i una base d'activitat pirata dirigida contra els romans d'Orient. A més, juntament amb el Principat d'Acaia, representava el major obstacle per a la recuperació completa de Grècia. Ja el 1269-1270, una flota romana d'Orient a càrrec d'Aleix Ducas Filantropè havia atacat i capturat un dels principals bastions llatins, la ciutat d'Òreos. 
Davant la persistent negativa dels barons de l'illa de tractar amb Licari i ja que aquest desitjava venjança i estava àvid de glòria i riquesa, es va presentar davant Filantropè per oferir els seus serveis. Filantropè, al seu torn, el va portar davant l'emperador Miquel VIII Paleòleg, qui estava ansiós per usar els serveis d'occidentals talentosos i ja havia finançat a diversos corsaris llatins per que estiguessin al seu servei. Licari es va convertir en vassall de l'emperador, segons les regles feudals occidentals, i va obtenir a canvi tropes imperials com a reforç. Sota la direcció de Licari, els romans d'Orient van organitzar un intent seriós de conquerir l'illa, sobretot quan les seves forces es van veure augmentades per les moltes defeccions de part de la població grega. 
Les forces romans d'Orient, sota la direcció de Licari, van llançar una campanya entre 1272 i 1273 per a conquerir la fortalesa de Larmena, La Cuppa, Clisura i Manducho. Davant tal ofensiva, els triarques llombards van apel·lar al seu senyor, el príncep Guillem II de Villehardouin d'Acaia i a Dreux de Beaumont, mariscal de la Casa d'Anjou-Sicília del Regne de Sicília. Guillem no va poder recuperar La Cuppa i Dreux de Beaumont va ser derrotat en una batalla campal i va ser posteriorment cridat per Carles d'Anjou. Des de llavors fins a 1275, segons el cronista venecià Marí Sanuto, el mateix Licari va servir a l'exèrcit romà d'Orient  a Anatòlia, on va aconseguir una victòria contra els turcs.

## Conquesta d'Eubea i campanyes en l'Egeu
En 1276, després d'una gran victòria sobre els triarques llombards a la batalla de Demètries, els romans d'Orient van reprendre la seva ofensiva a Eubea.  Licario va atacar la seva natal Carist, seu de la triarquia de sud, i la va ocupar aquest mateix any després d'un llarg setge. Per aquest èxit, va ser premiat per l'emperador Miquel VIII qui li va concedir tota l'illa com feu i una dona grega, noble i amb una rica dot. A canvi, Licari es va comprometre a proporcionar dos-cents cavallers a l'emperador. A poc a poc, Licari va reduir els bastions llatins a l'illa, fins que, en 1278, es va apoderar gairebé del tot d'ella, a excepció de la seva capital, la ciutat de Negrepont.
Per les seves èxits, Licario va ser recompensat amb el càrrec de megaconostaulo, cap dels mercenaris llatins, i, després de la mort de Filantropè, va ser nomenat megaduc (vers 1296); sent el primer estranger a ser honrat d'aquesta manera en la jerarquia romana d'Orient. Va comandar la flota romana d'Orient en una sèrie d'expedicions contra les illes de la mar Egea en poder dels llatins. La primera illa a caure va ser Skópelos, la fortalesa de la qual es creia era inexpugnable; però, Licari sabia que no tenia subministrament d'aigua. Per això, va atacar la ciutat durant l'estiu sec i càlid de 1277 i va forçar la seva rendició. El seu senyor, Filippo Ghisi, va ser capturat i enviat a Constantinoble; mentre que les seves altres possessions, les illes d'Esciros, Escíatos i Amorgos, també van ser capturades poc després. Després d'aquestes victòries, Licari es va dirigir a conquerir les illes de Citera i Anticitera de la costa sud de Morea i, posteriorment, Ceos, Astipàlea i Santorí a les Cíclades. La gran illa de Lemnos també va ser capturada, encara que el seu senyor, Paolo Navigajoso, va resistir un setge de tres anys abans de rendir-se. 
Finalment, a finals de 1279 o inicis de 1280, Licari va tornar a Eubea i es va dirigir primer al poble del nord d'Òreos i, després, cap al sud a través de Negrepont. En aquells dies, les seves forces incloïen molts mercenaris catalans (la primera vegada que aquests són esmentats a Grècia) i fins i tot antics partidaris de Manfred de Sicília, els quals havien fugit a Grècia després de la mort i derrota de Manfred el 1266 a mans de Carles d'Anjou. Quan va arribar a Negrepont, el triarca Gibert II de Verona, germà de Felisa, i Joan I de la Roche, duc d'Atenes, els qui estaven presents a la ciutat, van sortir amb les seves tropes al seu encontre. Els dos exèrcits es van enfrontar en el llogaret de Vatondas, al nord-est de Negrepont. La batalla va resultar en una gran victòria per Licari. Joan de la Roche va ser desmuntat i capturat, mentre que Gibert va ser assassinat (segons Sanudo) o capturat i portat juntament amb de la Roche com a presoner a Constantinoble, on, segons Nicèfor Gregoràs, veure a l'odiat renegat circulant triomfant entre la cort romana d'Orient el va fer caure mort.
Després de la captura de Vatondas, Negrepont semblava estar a punt de caure en mans de Licari; però, la ciutat va ser ràpidament reforçada per Jaume de la Roche, senyor d'Argos i Nàuplia, que, juntament amb el venecià Niccolo Morosini Rosso, va dirigir la seva defensa. Enfront de la resistència decidida i possiblement per por a una intervenció de Joan I Ducas, governant de Tessàlia, Licari es va veure obligat a aixecar el setge.  Després, Licario va tornar a reduir els bastions llatins restants a l'illa, dominant-la per complet, amb excepció de la ciutat de Negrepont o Calcis. Va governar les seves possessions des de la fortalesa de Fillia, mentre que la seva flota va dur a terme diverses expedicions navals, que van permetre la captura de les illes de Sifnos i Sèrifos i més incursions en el Peloponès.
El mateix Licari es va embarcar cap a Constantinoble per presentar els seus captius davant l'emperador Miquel VIII. Ja en el cim de la seva fama i èxits, al voltant de 1280, Licario desapareix de les fonts històriques i la seva sort final és desconeguda. El més probable és que visqués i morís a Constantinoble.

## Avaluació
Les seves conquestes van resultar transitòries, ja que els romans d'Orient van ser expulsats a poc a poc pels venecians i els altres senyors llatins. Fins i tot en Eubea, la principal plaça guanyada per Licario i el seu feu personal, els barons llombards van aconseguir completar la reconquesta de tota l'illa en 1296.  No obstant això, Licario va resultar ser un dels caps militars més reeixits que va emprar Miquel VIII i les seves victòries van millorar enormement la seva pròpia posició i prestigi com a emperador entre els llatins. L'historiador Deno John Geanakoplos l'alinea, juntament amb el germà de Miquel VIII, Joan Paleòleg, com els dos homes que van causar el major dany als governants llatins de Grècia. 